# Юлия фон Хауке
Юлия фон Хауке (на немски: Julie von Hauke; Julia Teresa Salomea Hauke) (Юлия Тереза Саломея Хауке фон Батенберг, родена графиня фон Хауке) е родоначалничка на германския аристократичен род Батенберг. Тя е съпруга на принц Александър фон Хесен-Дармщат и майка на Александър I Батенберг, княз на България.

## Биография

### Произход и ранно детство
Юлия (или Юли) е родена на 12 ноември 1825 във Варшава, Полско царство, тогава в персонална уния с Руската империя. Тя е дъщеря на Ханс Мориц фон Хауке (1775 – 1830) и съпругата му София Лафонтен (* 1790 във Варшава). Баща ѝ е германец и професионален войник, който се е сражавал на страната на Наполеон в Австрия, Италия, Прусия и Испания, а след това преминава на страната на руската армия. Оценявайки способностите му, цар Николай I го назначава за заместник-министър на войната на Полското царство и го произвежда в ранг граф.
По време на Полското въстание от ноември 1830 г. Ханс Мориц е убит от революционерите на улицата във Варшава, съпругата му умира от шок малко след това, а децата им стават повереници на руския цар.

### Принцеса фон Батенберг (1851 – 1895)
Юлия става придворна дама на бъдещата императрица Мария Александровна, съпруга на император Александър II и сестра на принц Александър фон Хесен-Дармщат, и среща бъдещия си съпруг в Санкт Петербург. Царят не одобрява връзката между брата на снаха си и нейната придворна дама, поради което Александър и Юлия са принудени да напуснат Петербург. Двамата сключват брак в Бреслау, Силезия, на 28 октомври 1851 г.
Преценено е, че Юлия фон Хауке има прекалено незначиелна аристократичен статус, за да може нейните деца да бъдат включени в линията на унаследяване на трона на Великото херцогство Хесен-Дармщадт. Братът на съпруга ѝ, великият херцог Лудвиг II фон Хесен-Дармщадт, с указ от 1851 г. я издига в ранг графиня фон Батенберг, а през 1858 г. – и в прицеса фон Батенберг, като на децата ѝ се дава правото да унаследяват тази титла, но не и титлата и фамилията на баща си. Така родът Батенберг се превръща в разклонение на рода на великите херцози на Хесен-Дармщат.
На 12 май 1875 г. Юлия приема Лутеранството. Умира в Хайлигенберг, близо до Югенхайм, Южен Хесен.

## Семейство
Принцеса Юлия Батенберг и принц Александър фон Хесен-Дармщат и имат пет деца, които носят фамилията Батенберг:
- Принцеса Мария фон Батенберг (1852 – 1923)
- Принц Лудвиг Александър фон Батенберг (1854 – 1921), известен като Луис Александър Маунтбатън, първи маркиз на Милфорд Хейвън.
- Принц Александър Йозеф фон Батенберг (1857 – 1893) – княз на България от 1879 г. до 1886 г.
- Принц Хайнрих фон Батенберг (1858 – 1898)
- Принц Франц Йосиф фон Батенберг (1861 – 1924)

### Династия „Маунтбатън“
Най-големият ѝ син Лудвиг Александър фон Батенберг се жени за внучка на кралица Виктория и става британски гражданин. По време на Първата световна война, поради антигермански настроения, той заменя германската си фамилия Батенберг с англиканизираната Маунтбатън, а същото прави и по-малкият ѝ син Хайнрих фон Батенберг, който е женен за най-малката дъщеря на кралица Виктория. Членовете на техните семейства също се отказват от германските си титли и фамилия, поради което са удостоени с английски съответствия от братовчед си крал Джордж V.

## Титли и форми на обръщение
- Мис Юлия Хауке (12 ноември 1825 (пр.н.е.)/24 ноември 1825 г.]] – 1829 г.)
- Графиня Юлия Хауке (1829 – 1851)
- Нейно височество Графиния Юлия фон Батенберг (1851 – 1858)
- Нейно височество Принцеса Юлия фон Батенберг (1858 – 19 септември 1895)

## Членове на фамилията Хауке
- Фридрих Карл Емануел Хауке
- Мария Саломея Хауке, род. Швепенхьозер
- Граф Ханс Мориц Хауке
- Графиня София Хауке, род. Лафонтен
- Граф Йозеф Хауке („Генерал Бозак“)